# Línea 17 (AUVASA)
La línea 17 de AUVASA une el barrio de La Rondilla y el polígono industrial de San Cristóbal, pasando por el centro de Valladolid y el Hospital Universitario Río Hortega. Tiene servicio en días laborables.

## Historia
La línea 17 de Auvasa realizaba, hasta su supresión en 2001, el trayecto La Victoria - Covaresa con ampliaciones puntuales hasta la Cañada Real, 560. Tras varios años sin prestar servicio, el actual recorrido proviene de la antigua línea 13A, cuya numeración se cambió en 2009.

## Frecuencias
La línea 17 es una línea A Horario por lo que se indican todos los horarios de salida:
| DÍA                | LUGAR DE SALIDA    | HORARIOS DE SALIDA | HORARIOS DE SALIDA | HORARIOS DE SALIDA | HORARIOS DE SALIDA |
| ------------------ | ------------------ | ------------------ | ------------------ | ------------------ | ------------------ |
| Laborables         | RONDILLA           | 7:20               | 8:20               | 13:20              | 15:20              |
| Laborables         | POL. SAN CRISTÓBAL | 14:10              | 14:10              | 15:05              | 15:05              |
| Sábados y festivos | SIN SERVICIO       | -                  | -                  | -                  | -                  |

- Durante el mes de agosto los únicos servicios salen a las 7:20 desde Rondilla y a las 15:05 desde el Polígono San Cristóbal.

## Paradas
Nota: Al pinchar sobre los enlaces de las distintas paradas se muestra cuanto tiempo queda para que pase el autobús por esa parada.
| Hacia Polígono San Cristóbal                    | Correspondencia con líneas: |
| ----------------------------------------------- | --------------------------- |
| C/ Card. Torquemada esq. Tirso de Molina        | 1 C2 F6                     |
| C/ Card. Cisneros esq. San Juan de Ávila        | C2 F6                       |
| C/ Cerrada 1 esq. Santa Clara                   | C2 F6                       |
| C/ Real de Burgos 3 fte. igl. San Pedro Apóstol | 8 C2                        |
| C/ Alamillos 11                                 | 8                           |
| Pza. San Juan                                   | 7 8 F4                      |
| C/ Don Sancho 7                                 | -                           |
| Pza. Circular 11 igl. Corazón de María          | 3 18 19 F2 F3               |
| C/ San Isidro 30 esq. Cádiz                     | 19                          |
| Ctra. Soria esq. Pº Juan Carlos I               | -                           |
| Ctra. Soria Iveco                               | -                           |
| C/ Carraca fte. 41 esq. Avda. Soria             | -                           |
| C/ Dulzaina 2 Hospital Río Hortega              | 9 F2                        |
| C/ Pirita esq. Esmeralda                        | 9 19                        |
| C/ Pirita 10                                    | 9 13 19                     |
| C/ Cobalto 28 esq. Pirita                       | 13                          |
| C/ Cobalto 42 esq. Galena                       | 13 14                       |
| C/ Cobalto fte. 69 esq. Topacio                 | 13 14                       |
| C/ Topacio fte. 33                              | 14                          |
| C/ Topacio 2                                    | 14                          |
| C/ Topacio 42 fte. Plomo                        | 14                          |
| C/ Plomo 1                                      | 14                          |
| C/ Helio 4 esq. Acetileno                       | 14                          |
| C/ Helio 20 esq. Oxígeno                        | 14                          |
| C/ Helio esq. Nitrógeno                         | 14                          |
| Hacia Rondilla                                  |                             |
| C/ Helio esq. Nitrógeno                         | 14                          |
| C/ Helio 15                                     | 14                          |
| C/ Helio 3 esq. Acetileno                       | 14                          |
| C/ Plomo 2                                      | 14                          |
| C/ Topacio 61 esq. Plomo                        | 14                          |
| C/ Topacio 39                                   | 14                          |
| C/ Topacio 21                                   | 14                          |
| C/ Cobalto 69 esq. Topacio                      | 13 14                       |
| C/ Cobalto 49 esq. Galena                       | 13 14                       |
| C/ Cobalto 21 esq. Pirita                       | 13                          |
| C/ Pirita fte. 10 esq. Aluminio                 | 9 13 19                     |
| C/ Pirita fte. Esmeralda                        | 9 19                        |
| C/ Dulzaina fte. 2 fte. Hospital Río Hortega    | -                           |
| Ctra. Soria esq. Pmo. San Isidro                | -                           |
| Ctra. Soria raqueta cuartel Guardia Civil       | -                           |
| C/ San Isidro 43 entrada túnel                  | 19                          |
| Pza. Circular 7 esq. Industrias                 | 3 18 19 U1 F2 F3            |
| Pza. Vadillos 7 esq. Palacio Valdés             | C1                          |
| C/ Renedo 29                                    | 7 F4                        |
| C/ Colón 14                                     | 8                           |
| Avda. Ramón y Cajal 3 Hosp. Clínico             | 1 2 8 24 F5                 |
| C/ Gondomar 12 esq. Santa Clara                 | 1 2 24                      |
| C/ Card. Torquemada esq. Rondilla Santa Teresa  | 1                           |
| C/ Card. Torquemada esq. Tirso de Molina        | 1 C2 F6                     |